# 狂揪夫妻
《狂揪夫妻》是一齣舞台劇，原著為《殺戮之神》(法文名稱：Le Dieu du carnage, 英文名稱：God of Carnage （页面存档备份，存于）) 由法籍女劇作家雅絲曼娜·雷莎（Yasmina Reza （页面存档备份，存于）) 創作，曾被翻譯成多種語言，並於多國上演，包括倫敦西區及紐約百老匯。此劇曾奪得美國東尼獎的「最佳戲劇」、英國奧莉花戲劇獎「最佳新喜劇」。2011年，著名電影導演羅曼·波蘭斯基更將劇本搬上銀幕，重新編導成為《躁爸爸狂媽媽》 （页面存档备份，存于）。在香港，先後被香港話劇團（公演時稱為《豆泥戰爭》）及進劇場搬上舞台；而神戲劇場於2015年8月在香港演藝學院歌劇院上演此劇。

## 故事大綱
故事緣起自兩個家庭的孩子在公園打鬥受傷，雙方父母因而相約在受害孩子家商討解決辦法。開始時，四人都表現得相當客氣和有教養，但漸漸言談間出現矛盾、對立，一句說話、一件小事都觸動起各人的敏感神經，更暴露了兩對夫婦關係的矛盾和背後的問題。
兩對夫婦明明為自己兒子的事而爭辯，但「戰火」更蔓延至夫婦之間，這邊男士鬥女士，那邊則丈夫鬥妻子。四人喝著酒，冷嘲熱諷、互相指罵、爭執喊叫、扔東西、繼而失去理性，暴力相待。罵戰越鬥越激，文明討論最終演變成為一場野蠻衝突的鬧劇。